# Lara Stone

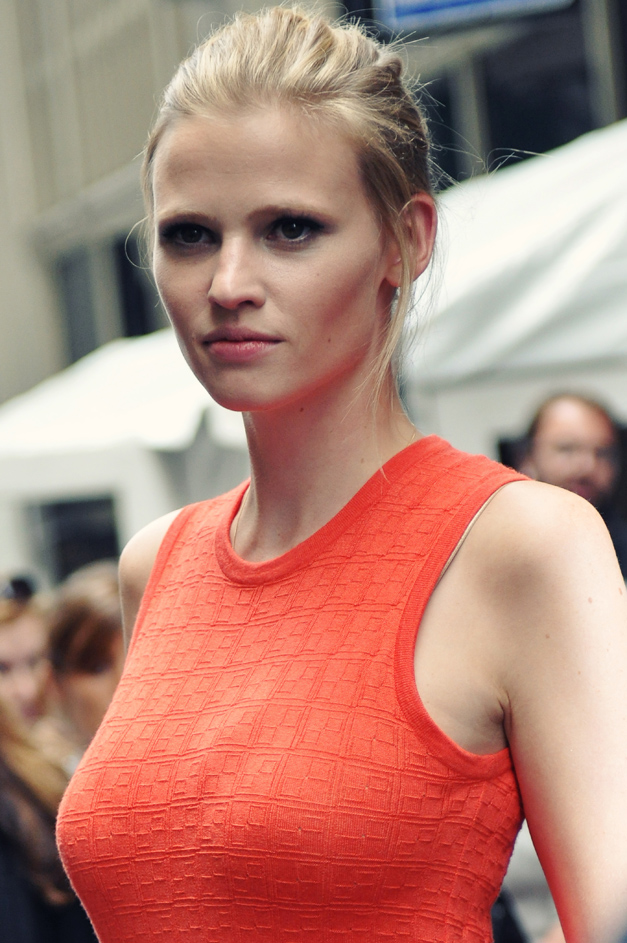
Lara Stone auf der New York Fashion Week 2011

Lara Catherina Stone (* 20. Dezember 1983 in Geldrop, Nordbrabant) ist ein niederländisches Model sowie Schauspielerin.

## Leben
Ihr Vater ist Brite, ihre Mutter ist Niederländerin. Sie wuchs in Geldrop-Mierlo in den Niederlanden auf und ging mit 16 Jahren nach Paris, wo sie ihre Modelkarriere begann. Am 16. Mai 2010 heiratete sie David Walliams. Am 5. Mai 2013 kam ihr erstes Kind, ein Sohn, zur Welt.

## Karriere
Nachdem sie bereits seit 1999 als Model gearbeitet hatte, gelang ihr 2006 mit einem Modelvertrag bei IMG Models der Durchbruch. Sie lief bis heute Modeschauen für Louis Vuitton, Chanel, Lanvin, Miu Miu, Fendi, Max Mara, Pollini, Prada, Anna Sui, Marc Jacobs, Michael Kors, Stella McCartney, Zac Posen, Balmain, Celine, Hermès, Isabel Marant, Jean Paul Gaultier, Dolce & Gabbana, Givenchy, Karl Lagerfeld, Missoni, Emanuel Ungaro, Victoria’s Secret und andere.
Darüber hinaus wurde sie für Kampagnen von Calvin Klein Make-Up, Calvin Klein Jeans, H&M, Jean Paul Gaultier, Time, DKNY Jeans, Nicole Farhi, Belstaff, CK Calvin Klein, Hugo Boss Orange, De’ Type, Revlon, TSUM, Just Cavalli, Max Mara, Malizia by La Perla, Sisley, Jil Sander und Givenchy gebucht.
Ebenso war sie auf dem Cover der japanischen Vogue im März 2005, der französischen Elle im Mai 2006, der französischen Vogue im April 2006, der dänischen Elle im August 2006, der italienischen Vogue im Dezember 2007, der französischen Vogue im März 2008 und ebenfalls im Februar 2009, abgebildet. 2010 war sie im französischen Playboy zu sehen, klagte aber gegen das Magazin, da die Bilder ohne ihre Genehmigung veröffentlicht worden waren.

## Filmografie
- 2016: In Mir (En Moi) – Regie: Laetitia Casta[3]
- 2016: Absolutely Fabulous: The Movie – Regie: Mandie Fletcher[4] (en)